# フロレンヌ空軍基地
フロレンヌ空軍基地（フランス語：Base aérienne de Florennes）は、ベルギー・ナミュール州フロレンヌ（fr:Florennes）近郊に所在するベルギー空軍の航空基地。

## 歴史
1942年、ナチス・ドイツ軍はフロレンヌに飛行場を建設した。戦争間、ドイツ軍は夜間戦闘機部隊を配備していた。
戦後の1947年から正式にベルギー空軍が飛行場を所有する。1984年8月1日から1989年2月28日までアメリカ合衆国空軍の第485戦術ミサイル団が配備されていた。アメリカ軍部隊の移転後、不在となった施設を活用し、1989年4月から2009年6月まで北大西洋条約機構による戦闘機高等操縦士課程である戦術指揮官訓練課程（TLP）が設けられる。その後、同訓練課程はスペインのアルバセテ空軍基地に移転する。

## 配置部隊
- 第2戦術航空団[3]
  - 飛行群
    - 第1飛行隊　F-16 × 不明（電子戦）
    - 第350飛行隊　F-16 × 18機（要撃）

  - 整備群
    - 列線兵装中隊
    - 航空機整備中隊
    - 電子情報通信中隊
    - 輸送器材整備中隊

  - 防護支援群
    - 防護中隊
    - 支援中隊

  - 予備役科